# June Clayworth
June Clayworth est une actrice américaine née le 9 juin 1912 à Wilkes-Barre (Pennsylvanie) et morte le 1er janvier 1993 à Calabasas (Californie).

## Biographie
June Clayworth commence sa carrière au théâtre à Broadway, où elle est remarquée par Carl Laemmle Jr., qui lui donne un rôle dans The Good Fairy. Elle jouera dans une vingtaine de films, son rôle le plus connu étant peut-être dans La Tour blanche, où elle joue la femme de Claude Rains, film produit par son mari Sid Rogell.
Elle tournera aussi un peu pour la télévision.

## Théâtre
- 1930 : Torch Song de Kenyon Nicholson : Betty Secrest
- 1932 : Page Pygmalion de Carl Henkle : Sally Gray

## Filmographie

### Cinéma
- 1934 : Strange Wives de Richard Thorpe : Nadia
- 1935 : La Bonne Fée (The Good Fairy) de William Wyler : Mitzi
- 1935 : Transient Lady de Edward Buzzell : Pat Warren
- 1935 : Lady Tubbs de Alan Crosland : Jean LaGendre
- 1936 : Two-Fisted Gentleman de Gordon Wiles : Ginger
- 1937 : Between Two Women de George B. Seitz : Eleanor
- 1937 : Married Before Breakfast de Edwin L. Marin : June Baylin
- 1937 : La Vie, l'Art et l'Amour (Live, Love and Learn) de George Fitzmaurice : Annabella Post
- 1939 : Almost a Gentleman (en) de Leslie Goodwins : Marion Gates
- 1946 : Criminal Court de Robert Wise : Joan Mason
- 1946 : The Truth About Murder de Lew Landers : Marsha Crane
- 1947 : Beat the Band de John H. Auer : Willow Martin
- 1947 : Dick Tracy contre le gang (Dick Tracy Meets Gruesome) de John Rawlins : Irma Learned
- 1948 : Bodyguard de Richard Fleischer : Connie Fenton
- 1950 : La Tour blanche (The White Tower) de Ted Tetzlaff : Astrid Delambre
- 1952 : At Sword's Point de Lewis Allen : comtesse Claudine
- 1953 : La Femme rêvée (Dream Wife) de Sidney Sheldon : May Elkwood
- 1954 : The Rocket Man de Oscar Rudolph : Harriet Snedley
- 1954 : Demain est un autre jour (There's Always Tomorrow) de Douglas Sirk
- 1960 : The Marriage-Go-Round de Walter Lang : Flo Granger

### Télévision
- 1953 : My Sainted Aunt, épisode de City Detective : Carolyn
- 1958 : The Tobias Jones Story, épisode de La grande caravane : Martha Folsom
- 1959 : The Case of the Fraudulent Photo, épisode de Perry Mason : Eva Scott
- 1959 : A Husband for Julia, épisode de How to Marry a Millionaire : Julia Marsh